# Баз-Кія-Ґураб (дегестан)
Баз-Кія-Ґураб (перс. بازکیاگوراب) — дегестан в Ірані, в Центральному бахші, в шагрестані Ляхіджан остану Ґілян. За даними перепису 2006 року, його населення становило 15029 осіб, які проживали у складі 4430 сімей.

## Населені пункти
До складу дегестану входять такі населені пункти:
- Анарестан
- Багадар-Калає
- Баз-Кія-Ґураб
- Бала-Махале-Ґольрудбар
- Дегсар
- Деліджан
- Дерапештан
- Ішґах
- Калаштаджан
- Лашідан-е-Хокуматі
- Мал-Біджар
- Міян-Махале-Ґольрудбар
- Паїн-Махале-Ґольрудбар
- Садат-Махале
- Сарешке
- Табар-Калає
- Тустан
- Хаджіабад
- Халу-Баґ
- Чафал
- Шакаком